# 前田山送信所
前田山送信所（まえだやまそうしんじょ）は香川県高松市の前田山にあるテレビ放送の親局及び基幹中継局の総称。西日本放送テレビを除く民放4社の高松中継局（たかまつちゅうけいきょく）及び西日本放送テレビの前田山中継局（まえだやまちゅうけいきょく）と、NHK高松放送局の親局が設置されている。ここから高松都市圏全体に在高、在岡民放テレビ局5局とNHK高松2局の計7波が発射されている。なお、2016年6月30日にサービスを終了したNOTTVもこの送信所を使用していた。

## 放送区域
地上デジタル放送におけるこの送信所の電波法に定める放送区域（1mV/m）は香川県高松市（旧塩江町を除く）、さぬき市、直島町、三木町及び綾川町のほぼ全域並びに丸亀市、東かがわ市、土庄町及び小豆島町の各一部、約21万世帯である。香川県全世帯の56％をカバーしている。
民放において、香川県と岡山県は同一の放送エリアであるため香川県内に親局は存在しないが、（このエリアの親局は岡山県の金甲山送信所）、香川県内での基幹的な役割の送信所はこの前田山送信所でおり、出力・対象受信世帯数も香川県内最大である。
高松平野の全域とその島嶼部にて受信が可能であり、そのほか小豆島南部や豊島の沿岸部も放送区域である。また、高松平野の大部分は岡山県の金甲山送信所も放送区域としており、前田山・金甲山双方が受信できる。
アナログ放送時代の名残で、本来は前田山の放送区域であるが峰山が障害となる高松市香西、弦打、鬼無地区は、海を隔て障害物のない岡山県の金甲山送信所および金甲山送信所と同じ位置から電波が出ている高松放送局の北讃岐中継局（デジタル域外中継局として新設）、あるいは香川県内陸部の西讃岐中継局を受信している。
アナログ放送時代は、NHKだけは高松放送局ではなく岡山放送局を主に受信することになるため、ローカル放送受信対策としてNHK高松放送局のみのサテライト局「高松鬼無中継局」が勝賀山の中腹に設置されていた（アナログ放送のみ）。前記3地区と同様の地域で、前田山の放送エリア内では、高松市庵治町の「庵治中継局」、同牟礼町の「牟礼薬師中継局」、同屋島西町の「高松浦生中継局」、同宮脇町の「高松栗林中継局」、同下笠居地区の「高松生島中継局」などがあったが、いずれもアナログ放送のみで、サイマル放送終了時に廃局となった。
山間地域である高松市の旧塩江町域はこの送信所の放送区域外であるが、デジタル放送移行に際してそれまでの塩江中継局が廃止されるため、パラスタックアンテナなどの高性能アンテナを用い、この前田山もしくは西讃岐中継局を受信するか、高松市塩江ケーブルネットワークに加入する必要がある。
前田山送信所の直下である高松市高松町、新田町の前田山山麓の高台には住宅地が広がっているが、電波が強すぎるため、高松平野を隔て見通しの利く西讃岐中継局を受信している。
受信エリア外であるが、放送区域内では岡山県の瀬戸内海沿岸に、区域外では広島県の福山市や愛媛県東予の高縄山地以東、徳島県鳴門市北部にも電波が届いている地域があり受信できる事がある。一方、当送信所と一部チャンネルが重複している中継局がある兵庫県の播磨灘沿岸の一部地域で混信が起こっている。

## 歴史
- 1969年（昭和44年）3月22日 - NHK高松放送局高松局（親局）開局[1]。
- 1969年（昭和44年）4月1日 - KSB瀬戸内海放送高松局（親局）開局。
- 1984年（昭和59年）4月5日 - OHK岡山放送高松中継局開局。
- 1984年（昭和59年）10月1日 - KSB瀬戸内海放送が高松中継局に格下げされ、出力を10kW→5kWに減力。
- 1985年（昭和60年）3月27日 - RNC西日本放送前田山中継局及びRSK山陽放送高松中継局開局。
- 1985年（昭和60年）10月1日 - TSCテレビせとうち高松中継局開局。
- 2006年（平成18年）12月1日 - 親局である岡山県金甲山送信所と同時に地上デジタル放送の本放送開始。
- 2013年（平成25年）9月24日- ジャパン・モバイルキャスティングの中継局に予備免許交付。
- 2013年（平成25年）9月25日 - ジャパン・モバイルキャスティング（NOTTV）の中継局（高松送信所）が試験放送実施。
- 2013年（平成25年）11月15日 - ジャパン・モバイルキャスティング（NOTTV）高松送信所開局。
- 2016年（平成28年）6月30日 - ジャパン・モバイルキャスティング（NOTTV）サービス終了に伴い、高松送信所閉局。

### 建設
前田山送信所は1969年にNHK高松放送局のテレビ放送開始とKSB瀬戸内海放送の開局に伴って前田山山頂に親局が設置されたことに始まり、建設工事はNHKと瀬戸内海放送の共同で行われた。工事にあたって、まず山頂までの道路を整備することから始まったが、数回トラックが通過すると路面が荒れ通行不能になるなどで道路確保に時間を要した。そして道路を確保した後も、建設予定地に存在する墓地の移転で建設事業者が祟りを恐れお祓いをしたり、三角点を移動させるための測量などを行わなければならなかった。

### 放送開始
同年3月22日にまずNHKが、4月1日に瀬戸内海放送がこの前田山送信所を親局として放送を開始した。この時代、テレビジョン放送局の親局はVHF波による放送が主流であったが、第二次テレビ放送用周波数割当てにより前年の1968年2月20日に初のUHF親局であるNHK徳島放送局教育テレビが眉山より放送を開始したのを皮切りに全国にUHF局が増えていった。そのUHFの黎明期にあってこの前田山送信所は初期の大出力UHF親局であった。

### 相互乗り入れ放送
1979年4月1日より1986年にかけて岡山県と香川県の放送対象地域を統合する「岡山・香川両県の民放相互乗り入れ放送」が実施される。これにより前田山には1984年4月5日のOHK、1985年3月27日のRSKとRNCが共同でNHK・KSB電波塔の北方に高松中継局（RNCのみ前田山中継局）を設置し、1985年10月1日に開局したテレビせとうち高松中継局とあわせた4局共用電波塔が設置された。一方、NHK・KSB共用塔では1984年10月1日にKSBが親局から高松中継局に格下げされた上で出力が10kWから5kWに減力されたが、NHKはこの乗り入れによる放送対象地域の変更などはなかったために親局送信所からの格下げや減力などは無かった。

### 地上デジタル放送
地上デジタル放送開始にあたってはNHK・KSB共用の電波塔はそれまであったアナログ放送用の電波塔に加えて、同じ敷地内にデジタル放送用にもう1塔送信塔を建てた。4局共用電波塔はデジタル放送開始に際しては新たに電波塔は建てず、そのときあった電波塔を改造してデジタル放送にも対応した。

## 施設
前田山送信所の送信施設は前田山山頂280.1メートル地点とその北側の260メートル地点の2ヶ所ある。一つ目は山頂のNHKとKSB瀬戸内海放送共用の電波塔が2塔、二つ目は北側のRNC西日本放送、RSK山陽放送、OHK岡山放送、TSCテレビせとうち共用の電波塔が1塔である。
前田山は南北に細長い起伏のある台地状になっていて、山頂とその北側の電波塔は距離的には530mほどしか離れていないが、山の上を移動するための道路がないため、電波塔に行くには山の北側と南側からそれぞれ登るしかない。

### NHK・KSB

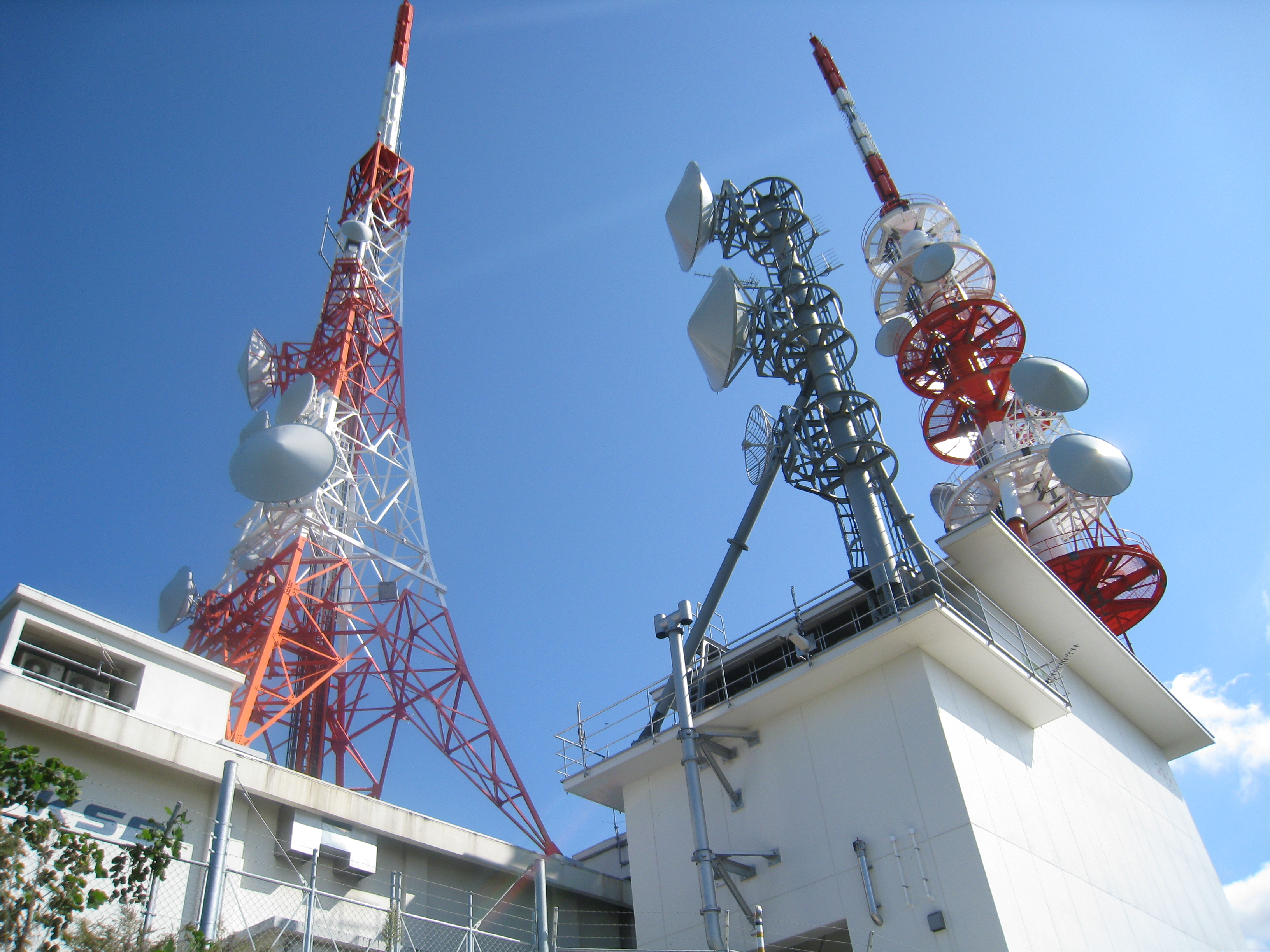
NHK・KSB共用電波塔

- 所在地：香川県高松市高松町字平石944番地96

前田山山頂に位置し、NHK高松放送局とKSB瀬戸内海放送がデジタルテレビ放送とアナログテレビ放送を送信している。NHKは親局、KSBは中継局である。局舎・鉄塔はアナログ用とデジタル用の2棟が存在し、それを2社で共用している。アンテナはそこに各社単独で設置し、配置はデジタル鉄塔が上段にNHKデジタル総合・教育共用、下段にKSBデジタルで、アナログ鉄塔が上段にNHKアナログ総合・教育共用（6L双ループアンテナ3段4面）、下段にKSBアナログ（6L双ループアンテナ3段4面）である。
この施設をNHKとKSBだけが共用しているのは、現在前田山に送信所を置く6社の中で唯一この2社がテレビ放送の開始時にここを親局に放送を行ったからである。しかしその後、相互乗り入れ放送の方針で両県民放の親局場所を統一することになり、KSBの親局場所も前田山から金甲山に変更になった。その際、前田山のKSB旧親局は中継局に格下げされて出力も減力されたが、NHKは相互乗り入れ放送の対象にはならなかったため、出力の減力などは無く、引き続きそのまま前田山を親局に放送を行っている。

### RNC・RSK・OHK・TSC

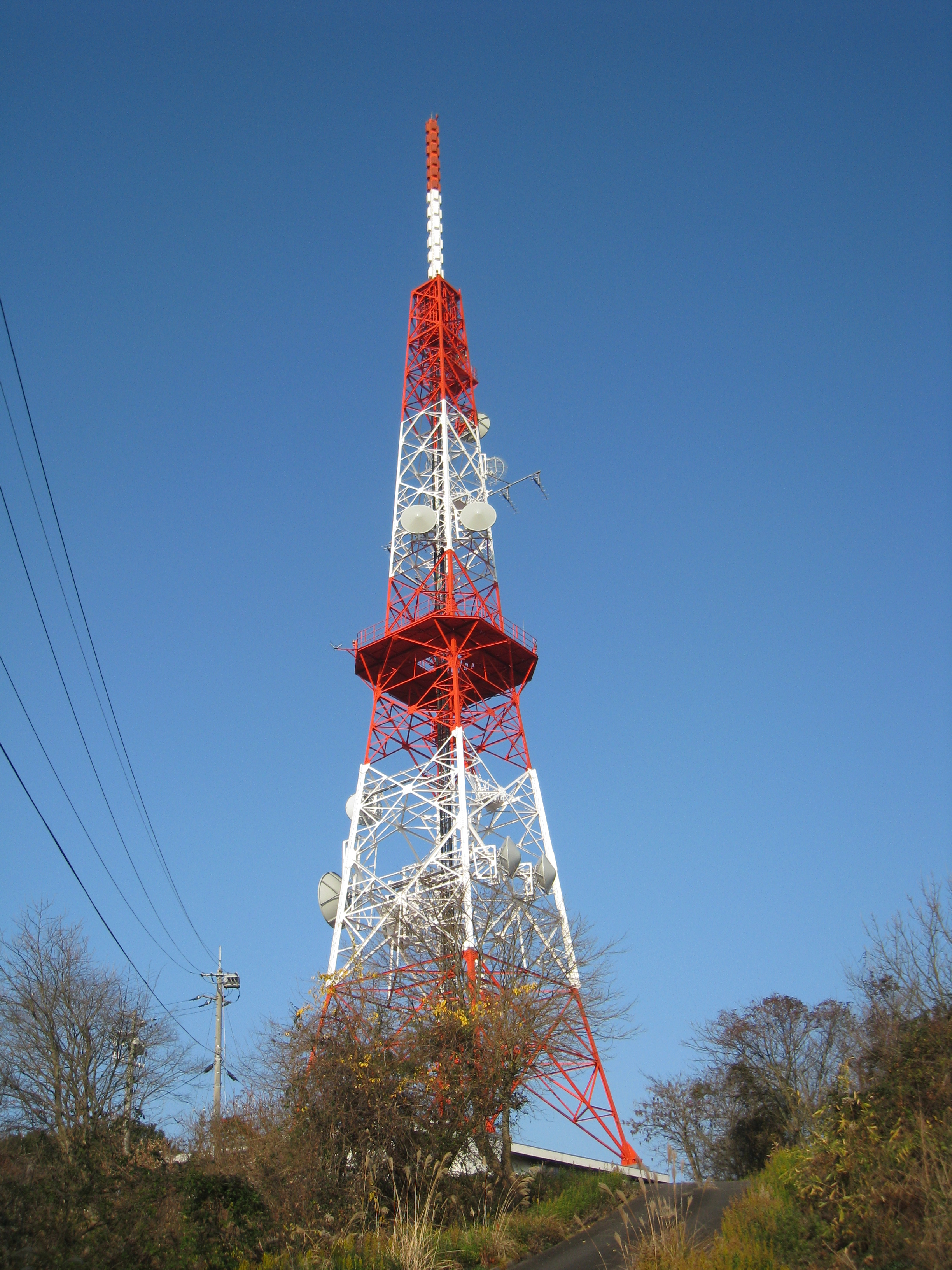
4社共用電波塔

- 所在地：香川県高松市高松町字大桜924番地2

前田山山頂の北530メートル地点に位置し、RNC西日本放送、RSK山陽放送、OHK岡山放送、TSCテレビせとうちの民放4社がデジタルテレビ放送とアナログテレビ放送を送信しており、いずれも中継局である。
民放4社の施設は、位置する標高が山頂から約20メートル低く、山頂に位置する既存局と空中線輻射中心高を合わせるために、鉄塔が高く大規模である。
共用局舎の上に共用鉄塔が乗っていて、アンテナはRNCとOHK、RSKとTSCの組み合わせでそれぞれ2社ずつが共用している。
アンテナ配置は上段がRNCアナデジ・OHKアナデジ共用アンテナ（4Dダイポールアンテナ6段4面）、下段がRSKアナデジ・TSCアナデジ共用アンテナ（4Dダイポールアンテナ6段4面）である。
この電波塔は4社の共同建設であるが、4社は前田山の先発局である山頂のNHK・KSBと違い、もともとこの場所には送信所を置いてなかった。1979年4月1日からの相互乗り入れ放送開始前まで、高松市周辺では、在高民放のRNCは五色台親局（青峰送信所）、KSBは小豆島中継局、在岡民放のRSKとOHKは金甲山親局から区域外へ送信していた。
相互乗り入れ放送開始後は在岡民放も香川県に乗り入れて中継局を設置することになり、その中継局第1号として前田山に高松中継局を設置した。
ただ、五色台に親局（青峰送信所）を置いていた在高民放のRNCは、親局場所統一の方針で親局を金甲山に移転させる際に、名称をそのまま高松局としたため、高松市周辺をカバーする送信所としては前田山に前田山中継局を設置した。RNCだけ他社と局名が異なるのはそのためである。
また在岡民放であるTSCは、開局・金甲山親局での放送開始・相互乗り入れ放送開始が同じ1985年10月1日であったため、既存の在岡民放と同様に、前田山に高松中継局を設置した。
山陽新聞・四国新聞の番組表カットのチャンネル一覧は、RNCを含め、金甲山は岡山（本局）、前田山は高松（中継局）として掲載されている。

## 地上デジタルテレビジョン放送送信設備
| ID                | 放送局名                | コールサイン | 物理チャンネル | 空中線電力 | ERP    | 放送対象地域   | 放送区域内世帯数 |
| ----------------- | ----------------------- | ------------ | -------------- | ---------- | ------ | -------------- | ---------------- |
| 1                 | NHK高松総合             | JOHP-DTV     | 24ch           | 1kW        | 12.5kW | 香川県         | 約21万世帯       |
| 2                 | NHK高松教育             | JOHD-DTV     | 13ch           | 1kW        | 12kW   | 全国           | 約21万世帯       |
| 4                 | RNC西日本放送前田山局   | -            | 15ch           | 500W       | 7.5kW  | 岡山県・香川県 | 約21万世帯       |
| 5                 | KSB瀬戸内海放送高松局   | -            | 17ch           | 500W       | 6kW    | 岡山県・香川県 | 約21万世帯       |
| 6                 | RSK山陽放送高松局       | -            | 21ch           | 500W       | 8kW    | 岡山県・香川県 | 約21万世帯       |
| 7                 | TSCテレビせとうち高松局 | -            | 18ch           | 500W       | 7.4kW  | 岡山県・香川県 | 約21万世帯       |
| 8                 | OHK岡山放送高松局       | -            | 27ch           | 500W       | 7.9kW  | 岡山県・香川県 | 約21万世帯       |
| ※全局に指向性あり |                         |              |                |            |        |                |                  |

## 地上アナログテレビジョン放送送信設備
| ch | 放送局名                | コールサイン | 空中線電力          | ERP                | 放送対象地域   | 放送区域内世帯数 |
| --- | ----------------------- | ------------ | ------------------- | ------------------ | -------------- | ---------------- |
| 19+ | TSCテレビせとうち高松局 | -            | 映像5kW/ 音声1.25kW | 映像83kW/音声21kW  | 岡山県・香川県 | -                |
| 29+ | RSK山陽放送高松局       | -            | 映像5kW/ 音声1.25kW | 映像89kW/音声22kW  | 岡山県・香川県 | -                |
| 31+ | OHK岡山放送高松局       | -            | 映像5kW/ 音声1.25kW | 映像85kW/音声21kW  | 岡山県・香川県 | -                |
| 33 | KSB瀬戸内海放送高松局   | -            | 映像5kW/ 音声1.25kW | 映像67kW/音声17kW  | 岡山県・香川県 | -                |
| 37 | NHK高松総合             | JOHP-TV      | 映像10kW/ 音声2.5kW | 映像110kW/音声27kW | 香川県         | -                |
| 39 | NHK高松教育             | JOHD-TV      | 映像10kW/ 音声2.5kW | 映像110kW/音声27kW | 全国           | -                |
| 41 | RNC西日本放送前田山局   | -            | 映像5kW/ 音声1.25kW | 映像87kW/音声22kW  | 岡山県・香川県 | -                |
| ※19ch、29ch、31chはオフセット+10kHz局 ※37ch、39chは無指向性。その他は全局に指向性あり ※高松市五色台青峰に設けられていたRNC旧親局はチャンネル、名称ともにそのまま岡山市金甲山へ移設の形としたため、前田山には中継局を開設。 ※KSBは親局だった時代からチャンネルは不変。出力は岡山局開局時に半減した。 ※2011年（平成23年）7月24日正午で通常放送終了、この日をもってすべて廃止された。 |                         |              |                     |                    |                |                  |

## マルチメディア放送送信設備
| 周波数（MHz）                        | 放送局名    | 空中線電力 | ERP   | 放送区域             | 放送区域内世帯数 | サービス終了日 |
| ------------------------------------ | ----------- | ---------- | ----- | -------------------- | ---------------- | -------------- |
| 214.714286 VHF11chに相当する周波数帯 | Jモバ NOTTV | 2.5kW      | 6.7kW | 香川県・岡山県の一部 | 31万6553世帯     | 2016年 6月30日 |

2015年11月、NOTTVは2016年6月30日にサービス終了予定と発表された。